# Badrajyn Odonchimeg
Badrajyn Odonchimeg (en mongol: Бадрахын Одончимэг; Töv, 12 de octubre de 1981) es una luchadora mongola de lucha libre. Participó en los Juegos Olímpicos de Pekín 2008 en la categoría de 55 kg, consiguiendo un décimo puesto. Compitió en siete campeonatos mundiales. Consiguió una medalla de bronce en 2009. Ganó la medalla de bronce en los Juegos Asiáticos de 2006. Conquistó siete medallas en Campeonatos Asiáticos, de plata en 2008, 2012, 2013 y 2015. Segunda en el campeonato universitario de 2006. Cinco veces representó a su país en la Copa del Mundo, en 2010 clasificándose en la segunda posición.